# Чернов, Семён Ипатьевич
Семён Ипа́тьевич Черно́в  (16 февраля 1924 — 14 февраля 1988) — русский художник-живописец. Член Союза художников СССР. Председатель правления Алтайской организации Союза художников РСФСР (1967—1971).

## Биография
Родился 16 февраля 1924 года  в селе Ая Алтайского района  Алтайского края. Участник Великой Отечественной войны. После войны учился в Харьковском художественном институте, который окончил в 1957 году . После окончания института жил и работал в Барнауле, в Алтайском отделении Художественного фонда РСФСР.

## Творчество
Член Союза художников СССР с 1964 года . 
В первые послевоенные годы участвовал в краевых художественных выставках. Уже будучи членом Союза художников регулярно принимал участие в зональных выставках «Сибирь социалистическая», в тематических выставках художников Алтая в Москве — «Земля алтайская», «Нивы Алтая», в выставках алтайских художников в Монголии и Японии. Художник пробовал себя в разных живописных жанрах - в портрете, в сюжетных композициях, но главным жанром стал пейзаж. В его пейзажах Горного Алтая  была по особому представлена природа родного края. В своих лучших пейзажных работах живописец достигал обобщенности образов, монументальности и величия. Около двадцати работ  художника Чернова хранятся в собрании Государственного художественного музея Алтайского края.

## Основные работы
- «Чабан»,1961, ГХМАК
- «Городской пейзаж»,1962, ГХМАК
- «Алтайское высокогорье»,1967, ГХМАК
- «Алтай.Осеннее утро»,1969, ГХМАК
- «Натюрморт с гранатами»,1978, ГХМАК
- «Катунь»,1980, ГХМАК
- «Малый Яломан»,1980, ГХМАК
- «Сарлыки», 1984, ГХМАК